# John Abizaid
John Abizaid, född den 1 april 1951, är en pensionerad amerikansk general som var befälhavare för United States Central Command mellan 7 juli 2003 och 16 mars 2007.

## Utmärkelser
- Hedersofficer av Australienorden,  21 mars 2007[3]
- National Defense Service Medal
- Defense Superior Service Medal
- Commendation Medal
- Meritorious Service Medal
- Bronze Star
- Armed Forces Expeditionary Medal
- Southwest Asia Service Medal
- Joint Meritorious Unit Award
- Kosovo Campaign Medal
- Valorous Unit Award
- Defense Meritorious Service Medal
- Distinguished Service Medal
- Tysklands försvarsmakts hederskors i guld
- Legionär av Legion of Merit
- Legion of Merit
- Förtjänstkors 1:a klass av Förbundsrepubliken Tysklands förtjänstorden
- Combat Infantryman Badge
- Humanitarian Service Medal
- Defense Distinguished Service Medal
- Ellis Island Medal of Honor

[Redigera Wikidata]